# Postal (Computerspiel)
Postal ist ein Third-Person-Shooter aus der isometrischen Perspektive. Das Spiel wurde von Running With Scissors entwickelt und von Ripcord Games im Jahr 1997 veröffentlicht. Es ist der erste Teil der Computerspielreihe Postal. Ein Nachfolger des Spiels, Postal 2, erschien im Jahr 2003. Drehbuchautor Uwe Boll hat die Filmrechte für die Serie gekauft und den gleichnamigen Film Postal produziert. Der Titel spielt auf die amerikanische Redewendung going postal für Amoklaufen an.
Es gilt als Skandalspiel und erhielt mäßige bis schlechte Kritiken, dennoch erlangte es einen gewissen Kultstatus. Noch vor der Veröffentlichung legte der United States Postal Service eine Markenrechtsbeschwerde ein, die zugunsten des Entwicklers ausging.

## Spielprinzip
In Postal steuert der Spieler den sogenannten Postal Dude, einen dunkel gekleideten Mann im Trenchcoat, aus der Vogelperspektive bei seinem Amoklauf durch eine Kleinstadt und deren Umgebung. Während der Nachfolger Postal 2 ohne Gewaltanwendung durchgespielt werden kann, ist das Spielziel in jedem der 16 Level von Postal eine bestimmte Anzahl an Gegnern zu ermorden. Dafür stehen dem Spieler Schusswaffen, wie Schrotflinten, Maschinenpistolen, Raketenwerfer und Flammenwerfer aber auch Handgranaten und Molotowcocktails zur Verfügung. Bei den Gegnern handelt es sich um bewaffnete und unbewaffnete Zivilisten, eine Marschkapelle, Sträuße, Polizisten und später auch stark bewaffnete Soldaten, diese werden allesamt vom Spiel als Hostiles bezeichnet. Das Spiel endet mit einer Cutscene, in welcher der Postal Dude versucht die Kinder auf dem Hof einer Grundschule zu erschießen, diese aber verfehlt und zusammenbricht, daraufhin erwacht er in der Zelle einer Irrenanstalt.
Die Erweiterung Postal: Special Delivery fügt neben einem Multiplayer-Modus noch vier weitere Levels hinzu (darunter ein Kaufhaus und ein Altenheim). Die zweite Erweiterung Super Postal wurde japanisch synchronisiert und fügt zwei in Japan spielende Levels hinzu (Tokio und Osaka).

## Portierung
Die Version Postal Plus wurde von Loki Software auch für GNU/Linux portiert. Es war das letzte Spiel, das Loki Software portierte. Wenig später meldete die Firma Loki Software Insolvenz an. Die graphische Inszenierung war zum Zeitpunkt der Veröffentlichung bereits technisch stark veraltet. Im Frühjahr 2016 erschien eine Neuauflage Postal: Redux für PC und Mac, die wie der spirituelle Nachfolger Hatred mit der Unreal Engine 4 umgesetzt wurde. Ende Dezember 2016 wurde der Quelltext des ursprünglichen Computerspiels auf der Entwicklerplattform Bitbucket als freie Software unter den Bedingungen der GNU-GPL-Version 2 veröffentlicht. Dabei baten sie die Fans explizit um eine Portierung auf die Spielkonsole Dreamcast des Herstellers Sega.

## Indizierung
Postal wurde in Deutschland der USK zu Prüfung vorgelegt, diese hat eine Freigabe abgelehnt, da es „grausam und unmenschlich“ sei „die Rolle eines Massenmörders zu übernehmen“. Im Juni 1998 wurde Postal von der Bundesprüfstelle für jugendgefährdende Schriften in einem vereinfachten Verfahren indiziert.
Im März 2008 wurde die Spielesammlung Postal Fudge Pack, in der auch Postal enthalten ist, von der Bundesprüfstelle für jugendgefährdende Medien ein weiteres Mal indiziert und auf Listenteil B der indizierten Medien eingetragen, damit verstößt das Spiel nach Ansicht der Prüfer gegen § 131 des Strafgesetzbuches und darf in Deutschland nicht verkauft werden.
Im Mai 2023 wurde Postal von der Bundeszentrale für Kinder- und Jugendmedienschutz folgeindiziert, da die erste Indizierung von 1998 auf Grund der 25-Jahresfrist verjährt war und das Spiel in Deutschland weiterhin als jugendgefährdend eingestuft wird.
Aufgrund der Indizierung ist das Spiel in Deutschland über Online-Vertriebsplattformen wie Steam oder GOG.com nicht verfügbar.

## Rezeption
Marco Marzinkowski bezeichnete Postal in der Ausgabe 2/98 der Zeitschrift PC Joker als „abartig, blutrünstig und einfach grottenschlecht“. Er verglich Postal mit „zu Recht indizierter Nazi-Software“ und äußerte, dass „gerade solche Programme“ es seien, die „PC-Entertainment immer wieder in Verruf bringen“.
Chris Peller empfand Postal in Ausgabe 2/98 der Zeitschrift Power Play als eine „primitive, geradlinige Ballerei mit extremer Brutalität“ und einer „eigentümlich, morbiden Stimmung“. Außerdem seien die Grenzen des guten Geschmacks überschritten und eine Interaktion mit der Umgebung sei kaum möglich. Zusammenfassend könne man Postal als „sick entertainment for sick minds“ bezeichnen, das definitiv nicht in Kinderhände gehöre.